# بیمارستان چائو فرایا یومارات
بیمارستان چائو فرایا یومارات (به لاتین: Chao Phraya Yommarat Hospital) یک بیمارستان در تایلند است که در 950 Phra Phan Wasa Road, Tha Phi Liang Subdistrict, Mueang Suphan Buri District, Suphan Buri Province واقع شده‌است.